# كاثرين شيبي إيست
كاثرين شيبي إيست (15 مايو 1916-17 أغسطس 1996) باحثة في الحكومة الأمريكية وناشطة نسوية يشار إليها باسم «قابلة الحركة النسائية». كانت قوة قوية وراء تأسيس المنظمة الوطنية للمرأة (الآن) وشغلت العديد من المناصب الحكومية الفيدرالية المؤثرة طوال حياتها المهنية.

## حياة سابقة
ولدت كاثرين شيبي إيست في 15 مايو 1916، في باربورسفيل، فيرجينيا الغربية لبيرثا وودي وأوليسيس غرانت شيب. كانت الأكبر بين ثلاثة أطفال. عانت والدتها من انهيار عصبي عندما كانت كاثرين في الحادية عشرة من عمرها وبعد أربع سنوات انتحر والدها. مع الأخذ في الاعتبار تدريس الخيار الوحيد لها في ذلك الوقت، التحقت بمدرسة التدريس في كلية مارشال، لكنها اضطرت للانسحاب بسبب الصعوبات المالية التي كان عليها أحد عشر رصيدًا أقل من الحصول على درجة البكالوريوس.
تزوجت من تشارلز إيست عام 1937، ثم طلقتهما فيما بعد؛ كان لديهم ابنتان. في عام 1939 تولى منصب كاتب في مفوضية الخدمة المدنية الأمريكية. حصلت على درجة البكالوريوس عام 1943.

## الدور في الحكومة
بدأت حياتها المهنية كممتحنة مبتدئة للخدمة المدنية مع مفوضية الخدمة المدنية الأمريكية في عام 1939. وتقدمت لتصبح رئيسة قسم الخدمة المهنية قبل أن تذهب للعمل في وزارة العمل في عام 1963. وعملت كمستشارة فنية لـ لجنة الرئيس حول وضع المرأة وشاركت في البحث وكتابة تقرير اللجان، المرأة الأمريكية، الذي نُشر في عام 1963. بعد إصدار هذا التقرير، أنشأ الرئيس جون ف. كينيدي اللجنة المشتركة بين الإدارات حول وضع المرأة والمجلس الاستشاري للمواطنين حول مكانة المرأة، عيّنتها الشرق للعمل كسكرتيرة تنفيذية للجماعتين.